# Copenaghen Open
Il Copenaghen Open è stato un torneo di tennis giocato sul cemento nell'ambito dell'ATP Tour.
La prima edizione è stata disputata nel 1973, la seconda nel 1976 e poi è stato rigiocato nel
1991 fino al 2003.

## Albo d'oro

### Singolare
| Anno    | Vincitore           | Finalista              | Punteggio           |
| ------- | ------------------- | ---------------------- | ------------------- |
| 1973    | Roger Taylor        | Marty Riessen          | 6-2, 6-3, 7-6       |
| 1974    | Non disputato       |                        |                     |
| 1975    | Non disputato       |                        |                     |
| 1976    | Lars Elvstrøm       | Jean-François Caujolle | 6-4, 6-4            |
| 1977-90 | Non disputato       |                        |                     |
| 1991    | Jonas Svensson      | Anders Järryd          | 6(5)–7, 6-2, 6-2    |
| 1992    | Magnus Larsson      | Anders Järryd          | 6-4, 7–6(5)         |
| 1993    | Andrej Ol'chovskij  | Nicklas Kulti          | 7-5, 3-6, 6-2       |
| 1994    | Evgenij Kafel'nikov | Daniel Vacek           | 6-3, 7-5            |
| 1995    | Martin Sinner       | Andrej Ol'chovskij     | 6(3)–7, 7–6(8), 6-3 |
| 1996    | Cédric Pioline      | Kenneth Carlsen        | 6-2, 7–6(7)         |
| 1997    | Thomas Johansson    | Martin Damm            | 6-4, 3-6, 6-2       |
| 1998    | Magnus Gustafsson   | David Prinosil         | 3-6, 6-1, 6-1       |
| 1999    | Magnus Gustafsson   | Fabrice Santoro        | 6-4, 6-1            |
| 2000    | Andreas Vinciguerra | Magnus Larsson         | 6-3, 7–6(5)         |
| 2001    | Tim Henman          | Andreas Vinciguerra    | 6-3, 6-4            |
| 2002    | Lars Burgsmüller    | Olivier Rochus         | 6-3, 6-3            |
| 2003    | Karol Kučera        | Olivier Rochus         | 7–6(4), 6-4         |

### Doppio
| Anno    | Vincitori                       | Finalisti                           | Punteggio         |
| ------- | ------------------------------- | ----------------------------------- | ----------------- |
| 1973    | Tom Gorman Erik Van Dillen      | Mark Cox Graham Stilwell            | 6–4, 6–4          |
| 1974-90 | Non disputato                   | Non disputato                       | Non disputato     |
| 1991    | Todd Woodbridge Mark Woodforde  | Mansour Bahrami Andrej Ol'chovskij  | 6–3, 6–1          |
| 1992    | Nicklas Kulti Magnus Larsson    | Hendrik Jan Davids Libor Pimek      | 6–3, 6–4          |
| 1993    | David Adams Andrej Ol'chovskij  | Martin Damm Daniel Vacek            | 6–3, 3–6, 6–3     |
| 1994    | Martin Damm Brett Steven        | David Prinosil Udo Riglewski        | 6–3, 6–4          |
| 1995    | Mark Keil Peter Nyborg          | Guillaume Raoux Greg Rusedski       | 6–7, 6–4, 7–6     |
| 1996    | Libor Pimek Byron Talbot        | Wayne Arthurs Andrew Kratzmann      | 7–6, 3–6, 6–3     |
| 1997    | Andrej Ol'chovskij Brett Steven | Kenneth Carlsen Frederik Fetterlein | 6–4, 6–2          |
| 1998    | Tom Kempers Menno Oosting       | Brett Steven Jan Siemerink          | 6–4, 7–6          |
| 1999    | Maks Mirny Andrej Ol'chovskij   | Marc-Kevin Goellner David Prinosil  | 6(5)–7 7–6(4) 6-1 |
| 2000    | Martin Damm David Prinosil      | Jonas Björkman Sébastien Lareau     | 6–1, 5–7, 7–5     |
| 2001    | Wayne Black Kevin Ullyett       | Jiří Novák David Rikl               | 6–3, 6–3          |
| 2002    | Michael Kohlmann Julian Knowle  | Jiří Novák Radek Štěpánek           | 7–6, 7–5          |
| 2003    | Tomáš Cibulec Pavel Vízner      | Michael Kohlmann Julian Knowle      | 7–5, 5–7, 6–2     |